# Воздвиженка (Київ)
Воздвиженка — житловий мікрорайон, побудований на початку 2000-х років на Кожум'яках, що розташовуються в Подільському районі міста Києва.

## Історія мікрорайону

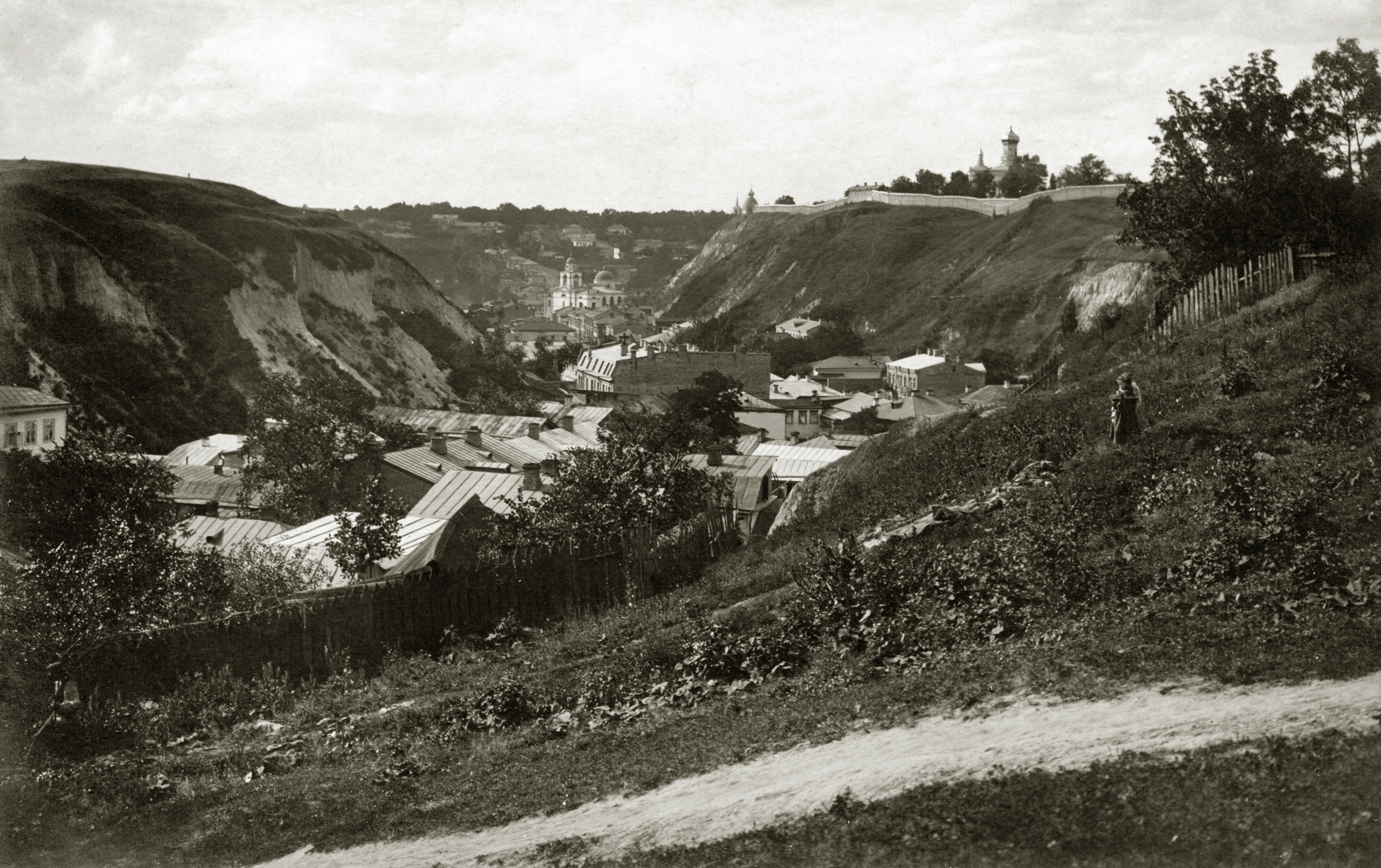
Гончарна вулиця 1910 рік

Воздвиженка розташовується між горами Поскотинка, Замкова та Пейзажною алеєю, паралельно Андріївському узвозу, і виходить безпосередньо на вулицю Нижній Вал, головну магістраль Подолу. Складається з вулиць Воздвиженська, Гончарна, Дегтярна та Кожум'яцька.
Досі існує думка, що в урочищі розташовувалися найраніші на території Києва поселення, які датуються I століттям. Підстави для цього дали знайдені на цьому місці Римські монети. Однак, незважаючи на численні розкопки, там не виявили залишків житла. Перші будівлі з'явилися після 1150 року.
Мешканцями урочища Гончарі-Кожум'яки були ремісники. Першими в цій місцевості стали селитися гончари, трохи пізніше — ковалі, каменярі, кожум'яки, кушніри. На початку XVI століття в Києві існувало багато ремісничих цехів, більшість з яких розташувалася на Подолі, і зокрема, в урочищі. Там же, поряд із цехами, селилися й самі майстри. Вулиці називалися за професіями. Частина майстрів — теслярі, каменярі — були зайняті в цей час на роботах з відновлення Київського замку, який розташовувався на горі Замковій, над урочищем.
Цехи та поселення майстрів проіснували в урочищі Гончарі-Кожум'яки до початку XIX століття — наприклад, на Кожум'яцькій ще в середині XIX століття існував відомий з XVII століття шкіряний завод київського купця Мітюка. До середини XIX століття живих ремісників на Воздвиженці потіснило київське купецтво.

## Вулиці мікрорайону

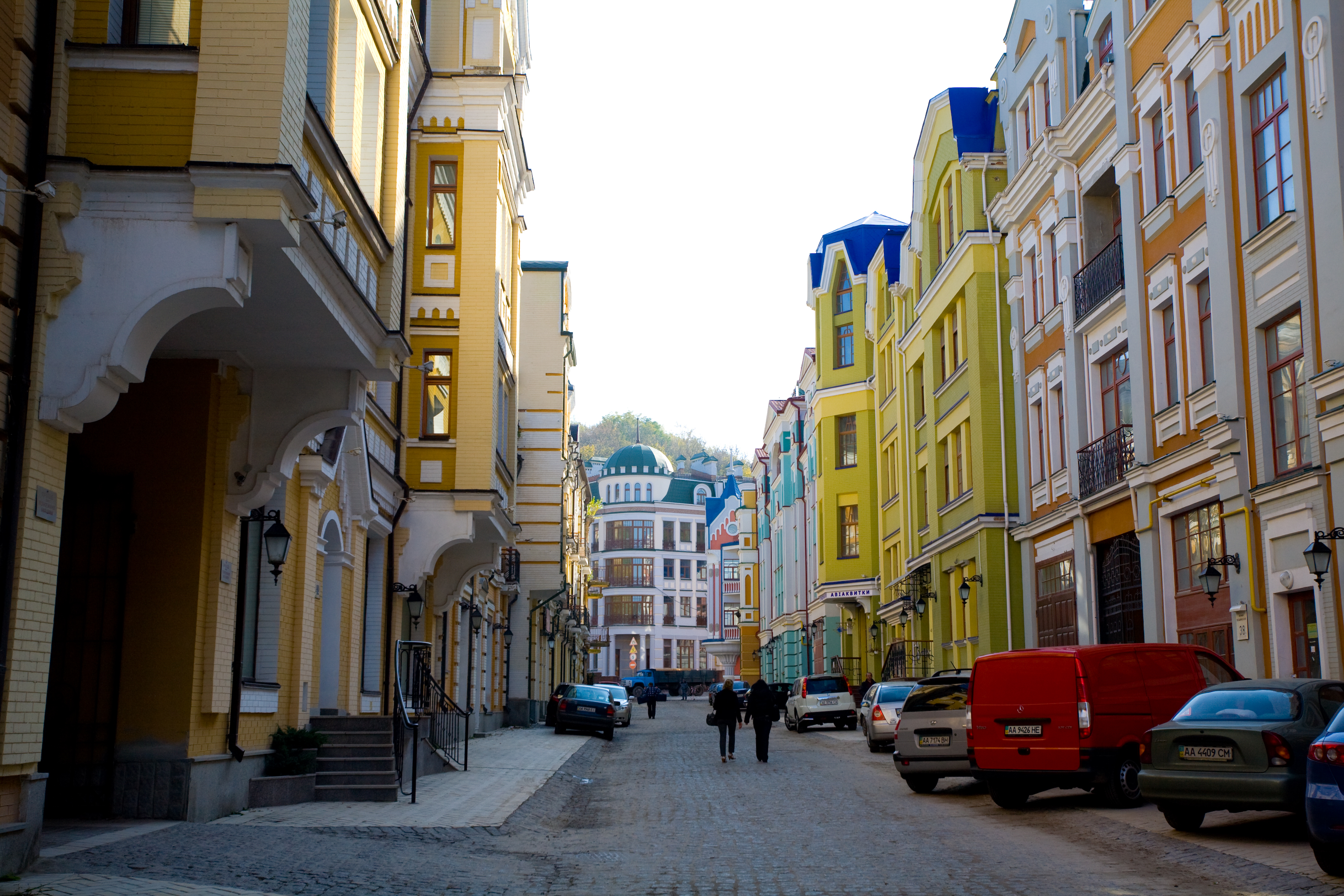
Вулиця Воздвиженська

Головна вулиця мікрорайону — Воздвиженська. Вона дозволяла скоротити шлях від Андріївської гори до Житнього торгу: сучасна назва виникла після зведення Хрестовоздвиженської церкви в кінці XVIII століття. Спочатку церква, як і більшість будівель Подолу, була дерев'яною. У 1811 році в Києві сталася велика Подільська пожежа, що знищила, зокрема, більшість житлових будівель, церков на Подолі. Нову, кам'яну Хрестовоздвиженську церкву, побудовано 1823 року на гроші купців, що проживали в окрузі.
Кожум'яцька та Дегтярна вулиці — одні з найдавніших на Подолі. На цих вулицях, які за затвердженим Міською думою розписом вулиць Києва, належали четвертому розряду, переважала одно-двоповерхова садибна забудова будиночками на три-п'ять вікон («трьохвіконня», «п'ятивіконка»); в останній чверті XIX століття будується дво-триповерхове житло.
Всі вулиці Воздвиженки на початок 1980-х років зберегли своє початкове планування.

## Особливості забудови

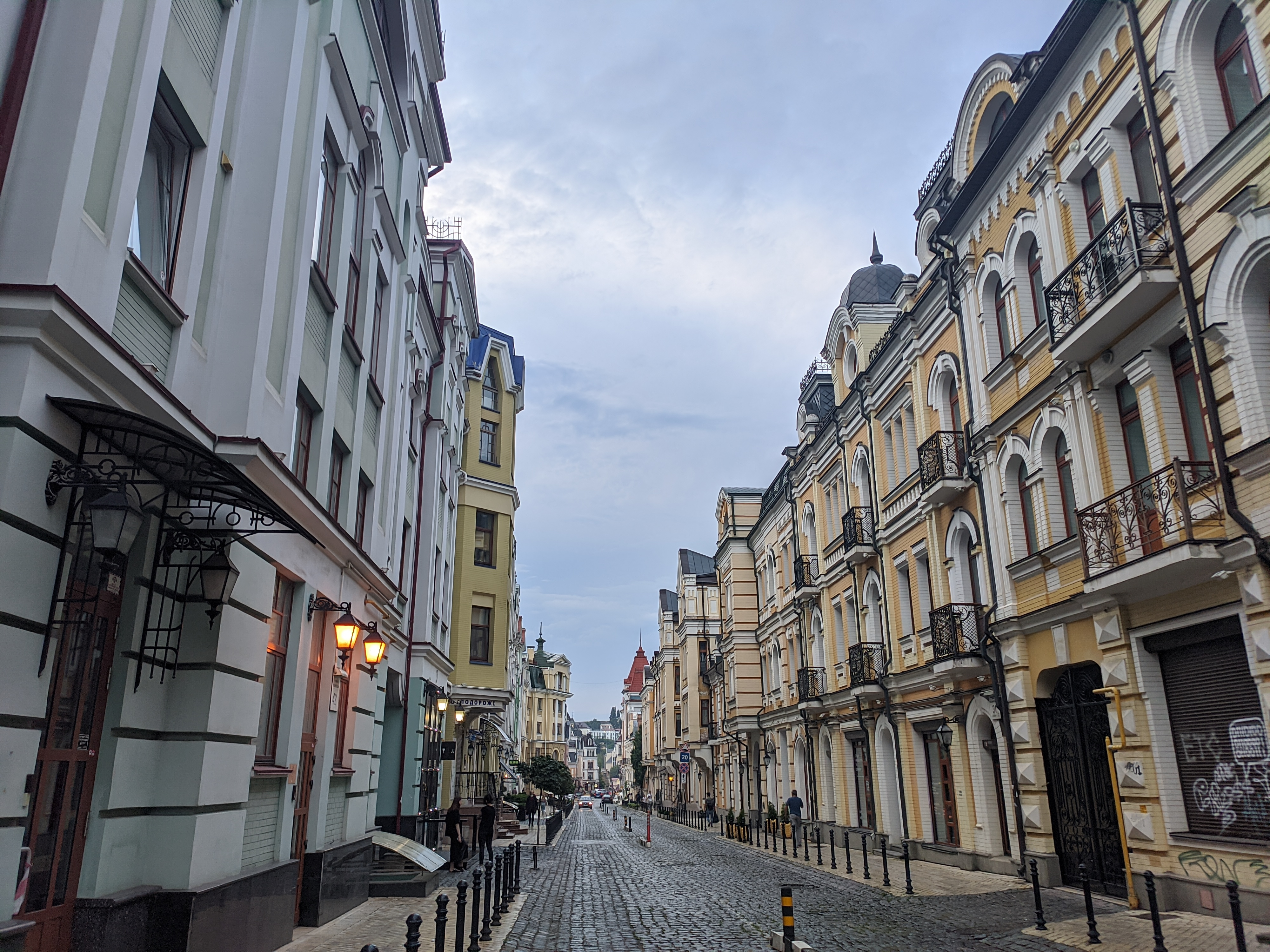
Стандартна забудова мікрорайону

Найдавніший план Києва 1695 року показує досить щільну садибну забудову цього мікрорайону. За твердженням археологів, планування садиб на Гончарах-Кожум'яках зберігалося без будь-яких суттєвих змін з XII століття.
Місцевість була мало пристосована для капітальних будівель, її інтенсивне освоєння та забудова розпочалися лише у першій половині ХІХ століття. Коли після пожежі на Подолі у 1811 році затверджено новий план забудови урочища, Воздвиженка, завдяки своєму специфічному рельєфу, не зазнала строго геометричного планування.
З середини 1970-х років нечисленних мешканців Гончарів-Кожум'як стали відселяти через аварійний стан будинків, що залишилися. У спорожнілих будинках час від часу виникали пожежі, і згодом район перетворився на пустир.

## Проєкт «Стародавній Київ»

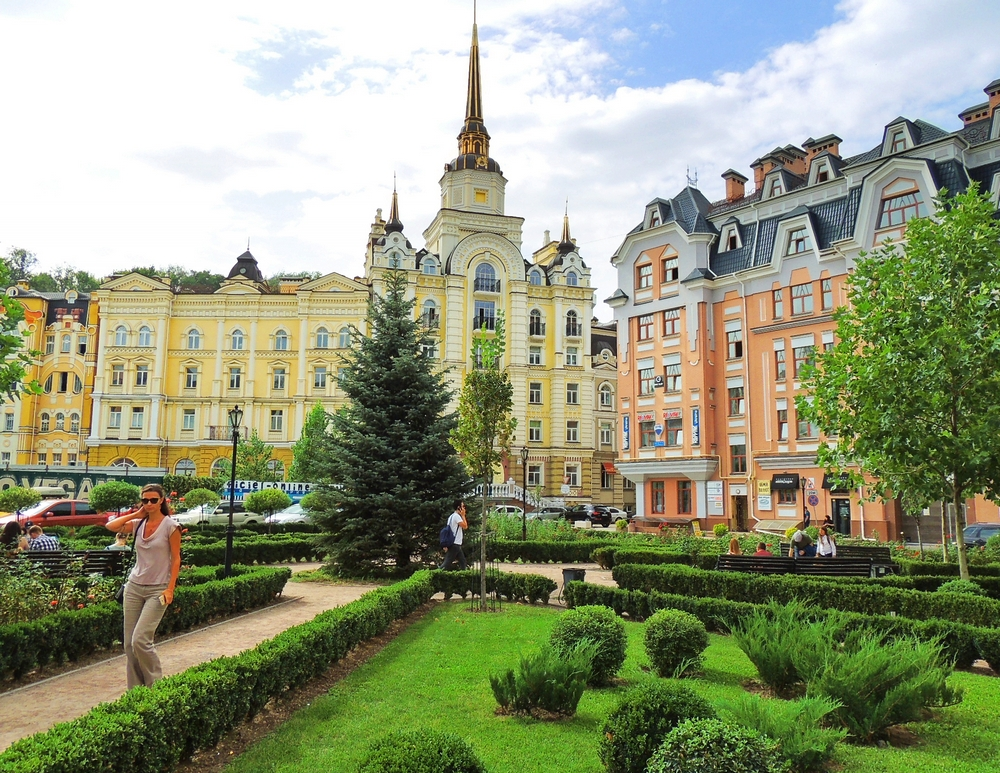
Будинки на Воздвиженці

Гончарі-Кожум'яки привертали увагу археологів. Досліджували культурні пласти, що залишилися, за словами вчених, майже недоторканими. Багато хто говорив про те, що ця місцевість має бути оголошена заповідною археологічною територією.
Проєктна пропозиція про створення історико-археологічного та архітектурного комплексу «Стародавній Київ» з'явилася 1967 року, генеральні плани та макети комплексу виконувались з 1968 до 1985—1986 років. У комплекс пропонувалося включити території «міста Володимира», частково «міста Ярослава», стародавній Копирів кінець, гори Старокиївську, Дитинку, Замкову, Уздихальницю, Андріївський узвіз, а також Воздвиженку. Авторами цього проєкту були архітектори Авраам Мілецький та Микола Холостенко, археологи Петро Толочко та Михайло Брайчевський та інші.
Проєкт так і не був реалізований, і виявився незатребуваним у роки розбудови.

### 1990-ті роки
Ідея облаштувати спорожніле урочище Гончарі-Кожум'яки остаточно оформилася наприкінці 1980-х років. Передбачалося збудувати житловий комплекс, що складається з висотних будинків. Проте проти цієї ідеї виступили депутати міськради, громадські діячі, історики, архітектори та пересічні мешканці Києва. Їхні активні дії врятували Воздвиженку від багатоповерхової забудови.

### 2000-ті роки. Нова Воздвиженка

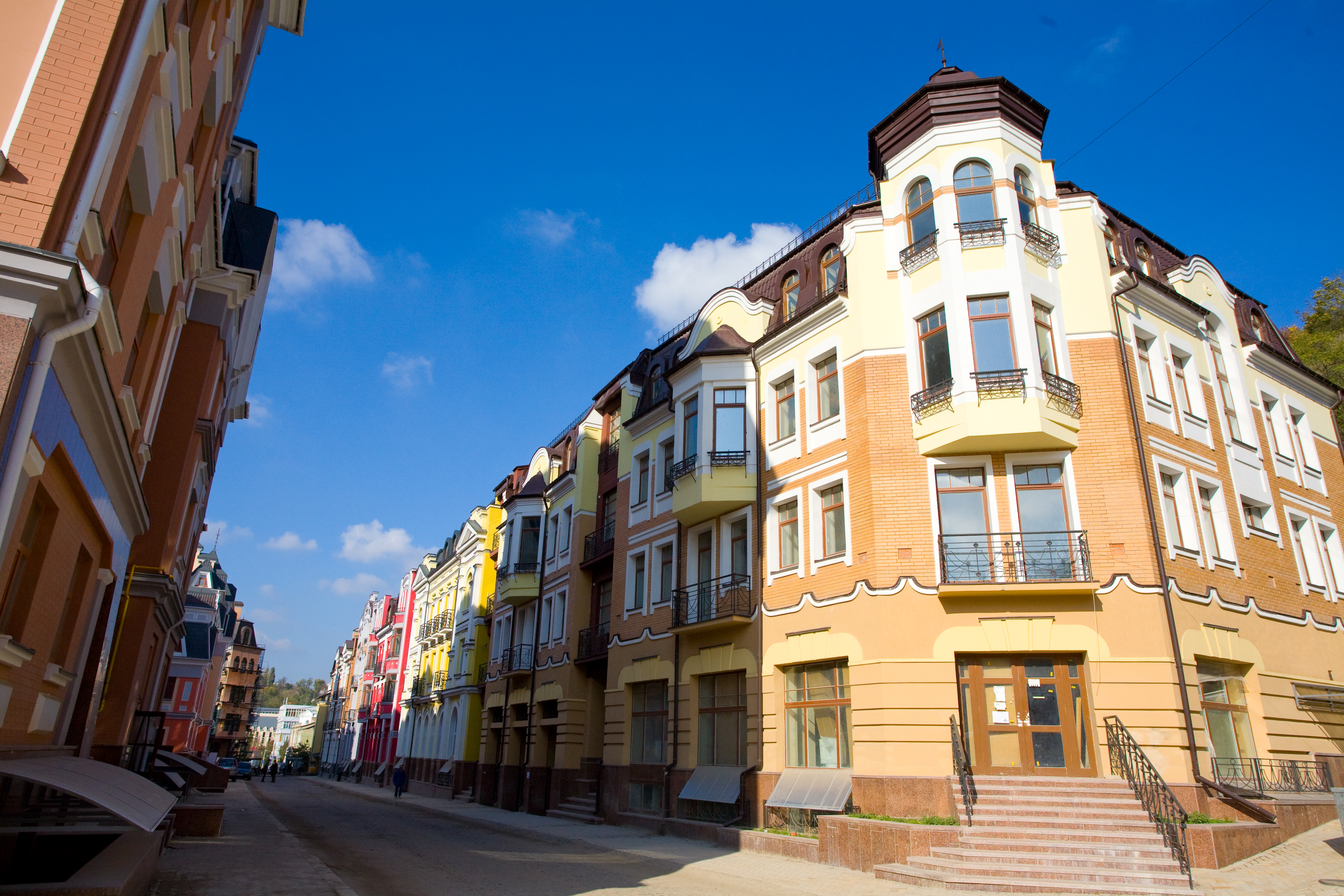

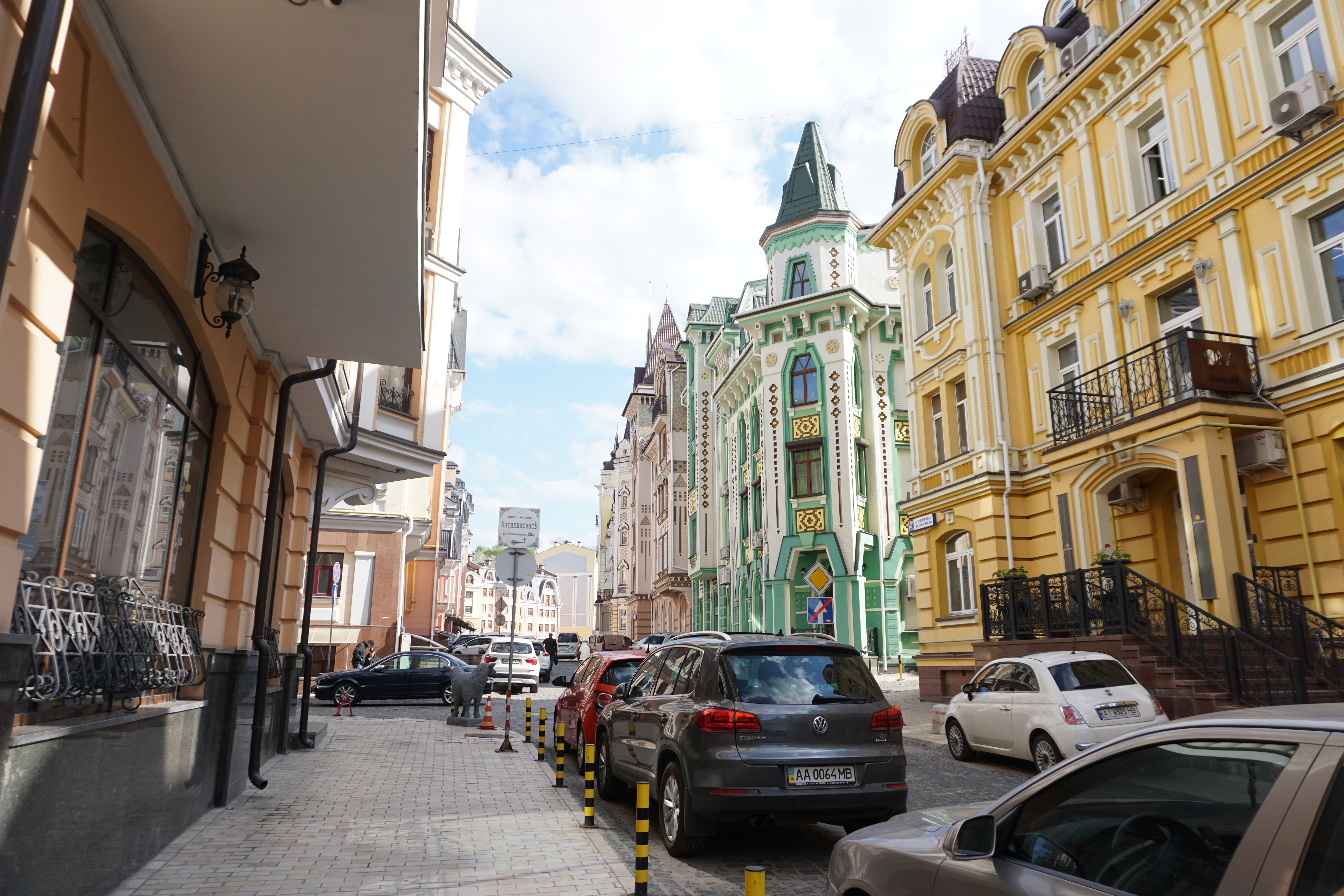
Нова забудова на Воздвиженці

Щодо відродження Воздвиженки архітектори та містобудівники на початку 2000-х років висловлювали дуже суперечливі думки. Але оскільки історично район склався саме як поселення, причому невеликими дворами, то найобґрунтованішою виглядала ідея облаштувати його невеликими сучасними будинками. Суперечки свідчили, що до питання будівництва в урочищі слід підходити дуже ретельно.
Проєкт мікрорайону «Воздвиженка» виявився найжиттєздатнішим, і 2000 року трест «Київміськбуд-1» імені М. П. Заміського розпочав його реалізацію, розпочавши підготовчі роботи. У березні 2001 року закладено першу цеглину, але інтенсивне будівництво почалося лише 2003 року.

## Галерея

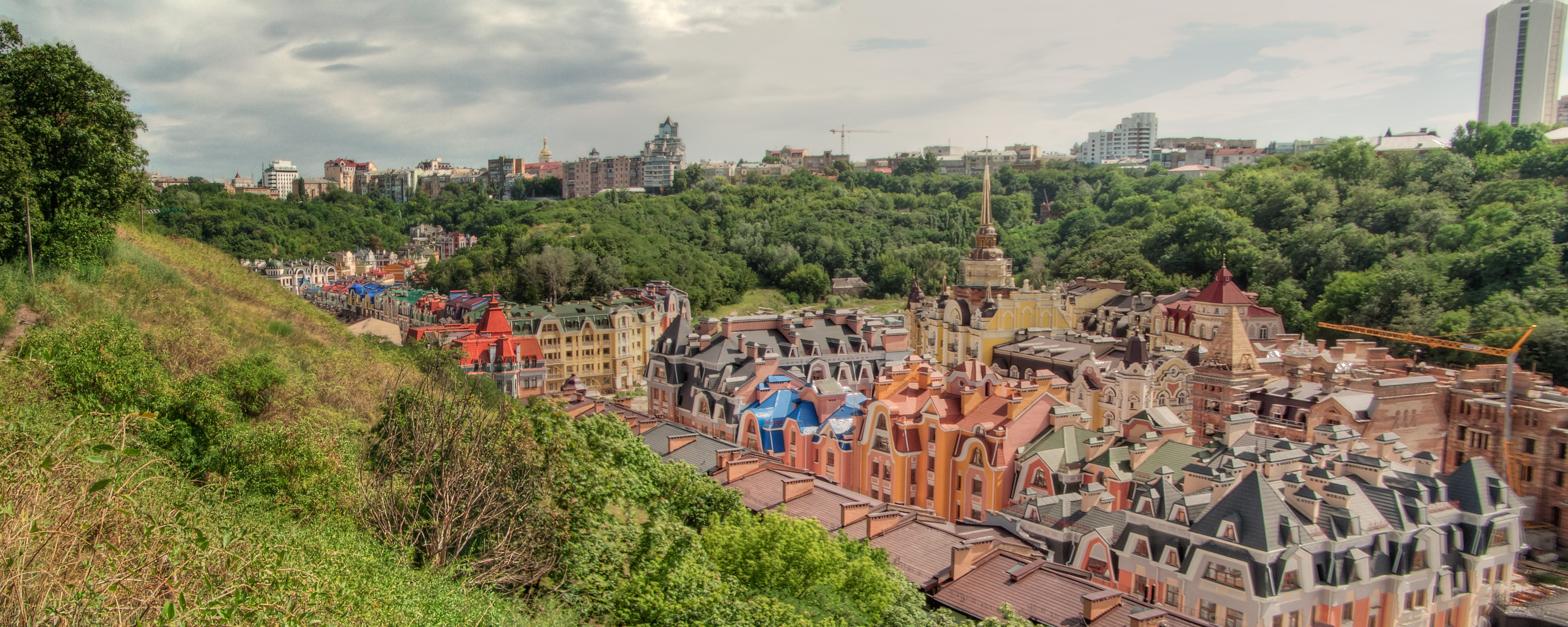
Панорама Воздвиженки
Панорама Воздвиженки